# Jaime Harrison
Cet article possède un paronyme, voir Jamie Harrison.
Pour les articles homonymes, voir Harrison.
Jaime Harrison, né le 5 février 1976 à Orangeburg (Caroline du Sud), est un homme politique américain, membre du Parti démocrate. Il est président du Comité national démocrate pendant la présidence de Joe Biden, de 2021 à 2025.

## Biographie
Harrison travaille dans l'équipe du représentant de Caroline du Sud Jim Clyburn puis comme lobbyiste à Washington,.
Il est président du Parti démocrate en Caroline du Sud entre 2013 et 2017. Harrison est le premier Afro-Américain à présider le parti en Caroline du Sud.
Candidat en 2017 à l'élection à la présidence du Comité national démocrate (DNC), il bénéficie du soutien de Jim Clyburn mais se retire après le premier tour. Harrison devient président adjoint du Comité national démocrate.
En 2020, il est le candidat du parti démocrate à l'élection sénatoriale en Caroline du Sud face au sénateur sortant républicain Lindsey Graham, élu depuis 2002. Harrison obtient 44,2 % des voix contre 54,5 % pour Graham. Harrison bat des records dans le financement d'une campagne sénatoriale : il recueille 57 millions de dollars de dons lors du troisième trimestre de 2020, la somme la plus élevée recueillie dans une campagne sénatoriale en un trimestre (le précédent record de 38 millions de dollars était détenu par Beto O'Rourke). Avec 109 millions de dollars, il bat aussi le record de la somme la plus élevée recueillie pendant une campagne sénatoriale. C'est l'élection la moins facile de la carrière de Graham,,.
En novembre 2020, environ 70 présidents et vice-présidents des branches du parti démocrate dans les États, envoient une lettre à l'équipe du nouveau président-élu Joe Biden pour soutenir la candidature de Harrison à la tête du DNC. Biden décide de soutenir Harrison pour l'élection qui se déroule entre le 18 et le 21 janvier 2021. Harrison est élu.
Après la défaite des démocrates lors des élections de 2024, Harrison ne se présente pas à un second mandat à la tête du DNC lors de l'élection de 2025, sans prendre parti pour l'un des candidats à sa succession. Ken Martin lui succède le 1er février 2025.